# Frédéric Laloux
Frédéric Laloux (4 april 1969) is een Belgisch politicus van de PS, en was vanaf 20 maart 2008 korte tijd staatssecretaris voor Armoedebestrijding in de federale regering-Leterme van België. Op 19 april 2008 nam hij ontslag uit deze functie nadat hij in opspraak was gekomen en de ondervoorzitter van de PS, Philippe Moureaux, een week eerder op zijn ontslag had aangedrongen.
Laloux is afkomstig uit Jambes en heeft een opleiding als immobiliënmakelaar. Hij is sinds 1995 gemeenteraadslid van Namen, en van 2001 tot 2006 was hij schepen van sport. Hij werkte voor het kabinet van Michel Daerden. Hij is beheerder van de haven van Namen, van het Waals waterbedrijf, en van het socialistische ziekenfonds van het arrondissement Namen.
Hij kwam in de eerste maand van zijn ministerschap al tweemaal in opspraak. Eerst beweerde hij dat hij zijn auto als kantoor moest gebruiken, wat niet waar was. Vervolgens was er sprake van oneigenlijk gebruik van een tankkaart toen hij nog schepen van Namen was.